# Політ птахів

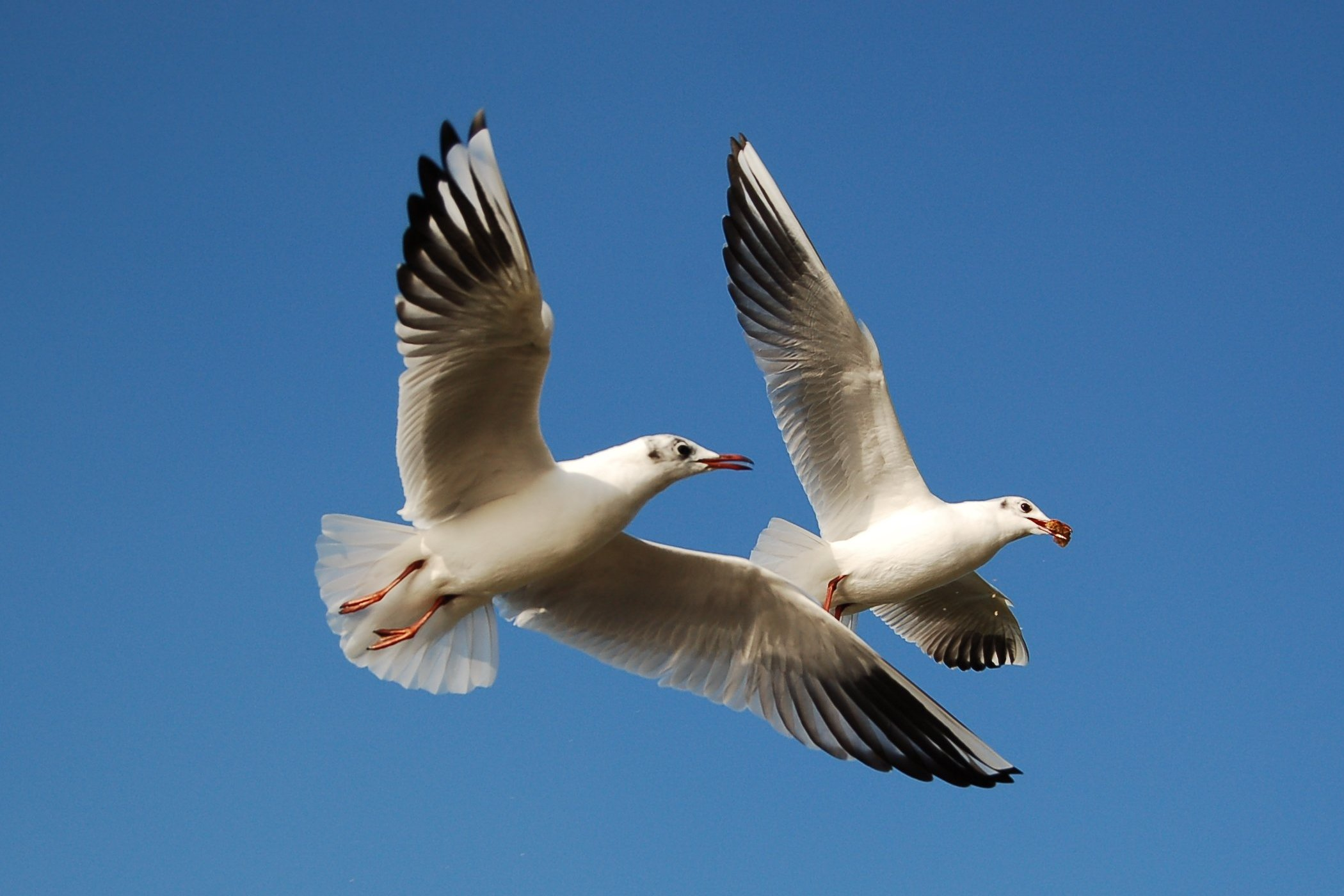
Два мартина звичайних у польоті

Полі́т — головний тип пересування (локомоції) більшості видів птахів, який допомагає їм живитись, мігрувати та втікати від хижаків. Вміння літати вимагає від птахів здатності вирішувати чимало завдань, від, власне, польоту до зльоту, посадки та орієнтації; способи вирішення цих завдань сильно залежать від розміру птаха та його екологічної ніші. Хоча певні біологічні адаптації (наприклад, зменшення маси) характерні для всіх птахів, інші (наприклад, форма крил) характерні лише для певних груп та обумовлюють властиві саме їм способи польоту.
Існують птахи, що здатні місяцями літати без посадки на землю та спати під час тривалих польотів.

## Історія дослідження

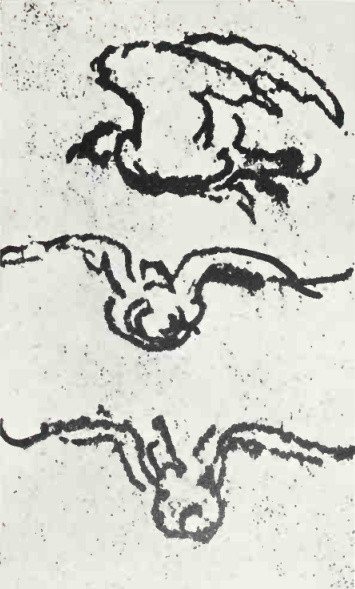
Малюнок польоту птаха, зроблений Леонардо да Вінчі.

Початок дослідженням польоту птахів заклав ще Аристотель у роботі «Частини тварин», у четвертій книзі. Він вважав, що швидкість пропорційна силі, яка діє на тіло, тому для його руху постійно необхідний «рушій», що рухає тіло, а сам при цьому залишається нерухомим. Щоб пояснити рух літаючих об'єктів, Аристотель був змушений запровадити поняття передачі функції «рушія» частинам повітря. Поняття інерції, прискорення та аеродинамічного опору тоді ще не були відомі, тому фактично фізика польоту лишилася непоясненою.
Лише через два тисячоліття наступний значний крок уперед зробив Леонардо да Вінчі у своїй праці «Про політ птахів». Його замітки, написані у вигляді інструкцій для птахів, докладно описували, що потрібно робити не тільки при рівномірному польоті, але й для злету й посадки, при пориві вітру та в інших ситуаціях. Його зображення детально показували етапи руху частин тіла птахів. Також він запровадив поняття тиску повітря та його змін навколо крил. Проте роботи Леонардо да Вінчі про політ птахів довго залишалися маловідомими — їх було опубліковано лише в середині ХХ століття.
У праці Джованні Альфонсо Бореллі «Про рух тварин», опублікованій 1680 року, докладно описано анатомію птахів з погляду механіки та збудовано модель, яка пояснювала утворення підйомної сили. Також Бореллі спростував ідею Аристотеля про роль хвоста птахів у регулюванні напрямку польоту.
Наступні етапи розвитку знань про політ птахів пов'язані зі становленням гідродинаміки. Так, Хрістіан Гюйгенс у XVII столітті виміряв залежність аеродинамічного опору від швидкості, а його учень, Готфрід Лейбніц фактично ввів поняття закону збереження енергії. 1738 року Даніель Бернуллі у роботі «Гідродинаміка» опублікував виведений ним закон, що пов'язував тиск рідини з її швидкістю (зараз знаний як закон Бернуллі), на основі якого Леонард Ейлер вивів набір диференційних рівнянь, що описували рух рідини. Ці рівняння вперше дозволили кількісний опис польоту, хоча і не давали правдоподібних результатів через відсутність у них в'язкості. Лише у 1843 році в роботі Жана-Клода Барре де Сен-Венана, написаній на основі праць Марі-Анрі Нав'є та, незалежно, в роботі 1845 року Габріеля Стокса рівняння Ейлера були доповнені в'язкістю та отримали назву рівнянь Нав'є-Стокса.

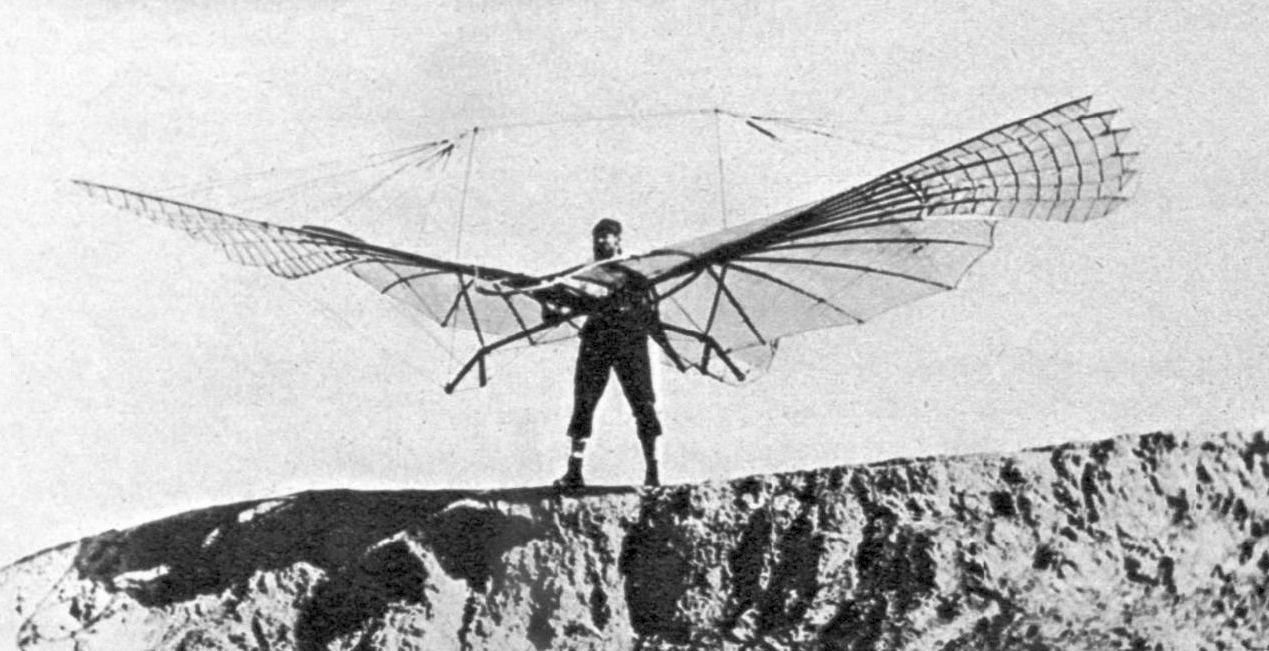
Літальний апарат Отто Лілієнталя, 1894 рік.

Перші спроби застосування цих принципів для копіювання польоту птахів і створення літальних апаратів, важчих за повітря, були здійснені Джорджем Кейлі на початку XIX століття. У своїх працях 1809–1810 років він опублікував перші кількісні розрахунки деталей польоту птахів та вивів форму найменшого опору для заданого об'єму. Він же здійснив перші спроби створення штучних літальних апаратів, які однак, завершилися невдачею. Ці спроби були продовжені Отто Лілієнталем, який також детально досліджував політ птахів і зробив на його основі власний літальний апарат, але його експерименти закінчилися навіть гірше — сам Лілієнталь загинув від травм, отриманих при аварії. В 1880-х роках Етьєн-Жуль Маре ще далі просунувся у дослідженні польоту птахів, коли зняв перші кінофільми польоту птахів та сконструював дуже складні експериментальні установки для вимірювання сил та тиску повітря в багатьох точках навколо птаха, зокрема він виміряв емпіричну залежність аеродинамічного опору від поверхні.

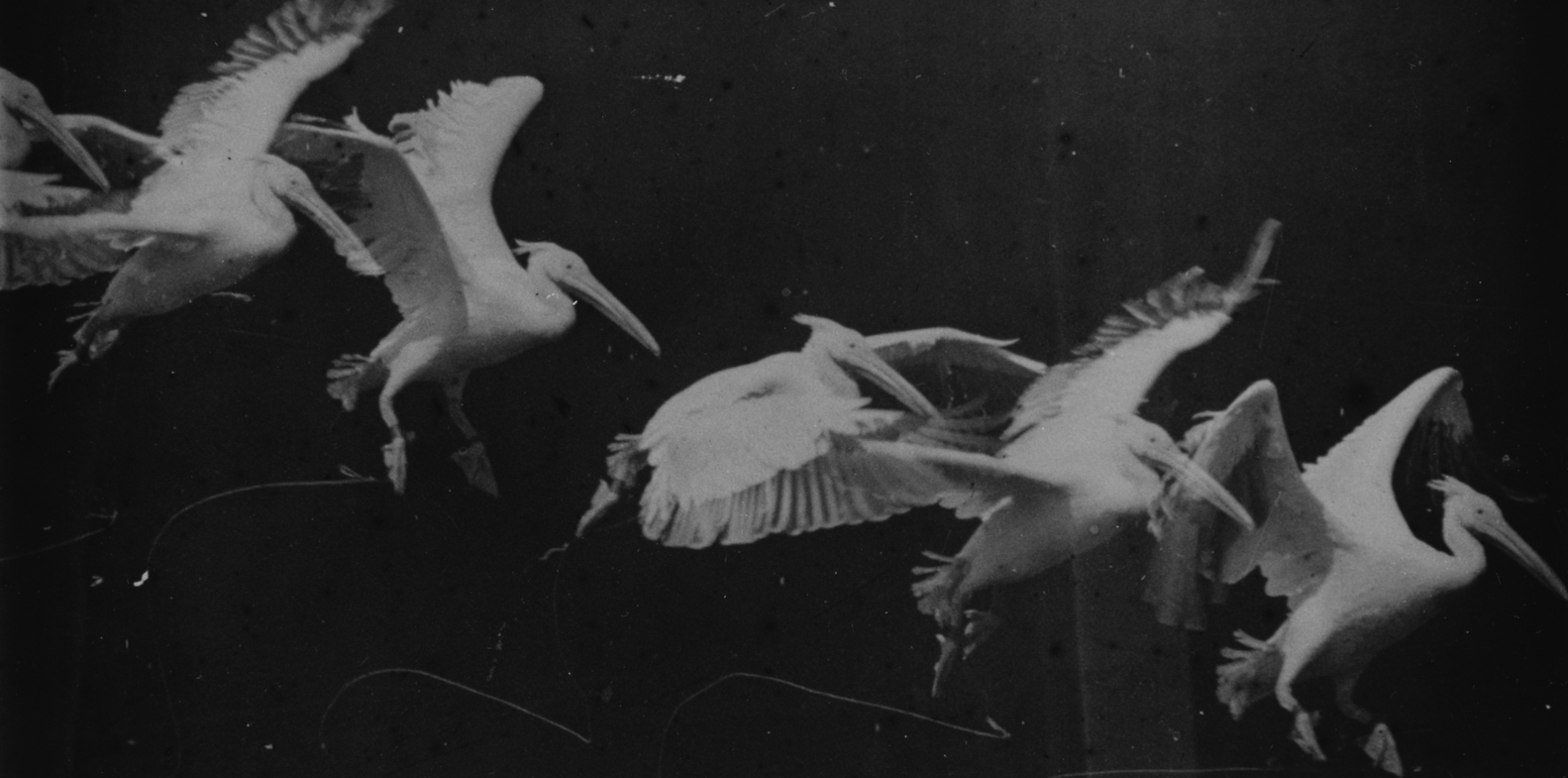
Серія фотографій польоту пелікана, зроблена Маре, 1882 рік.

На початку ХХ століття, зі створенням працюючих літаків, основний напрямок гідро- і аеродинаміки змістився з дослідження птахів на дослідження апаратів з нерухомими крилами. Для цих апаратів були створені детальні теорії, і хоча зазвичай вважалося, що їх можна застосовувати і для птахів, експериментальних досліджень практично не проводилося. Великим проривом середини XX століття стало, проте, створення трикутного крила (наприклад, у Конкорда) з метою створення стабільного вихору на передньому краї крила, принцип, що, як було показано пізніше, широко використовується комахами та, ймовірно, птахами.
Лише у 1960-х роках дослідження польоту птахів почалося передусім саме заради вивчення птахів. На той час вже була детально відома функціональна анатомія цих тварин, хоча деякі деталі були відкриті набагато пізніше. Тоді ж стало можливим і використання рентгенівської фотографії для візуалізації кісток в польоті та скорочень окремих м'язів. Також були виміряні витрати енергії на різні цілі при польоті. Дослідження не обмежувалися лабораторними, розвиток радарів дозволив вимірювати швидкість польоту в природних умовах та вивчати стратегію поведінки птахів у різноманітних випадках.
Проте все ще невідомо, наскільки сучасна аеродинамічна теорія може бути застосована до птахів і чи здатна вона описати усі режими їх польоту. Птахи здатні підніматися з місця та приземлятися будь-де, здатні зависати на одному місці та ефективно використовувати вітер. Яким чином вони усе це роблять, досі залишається предметом досліджень.

## Еволюція

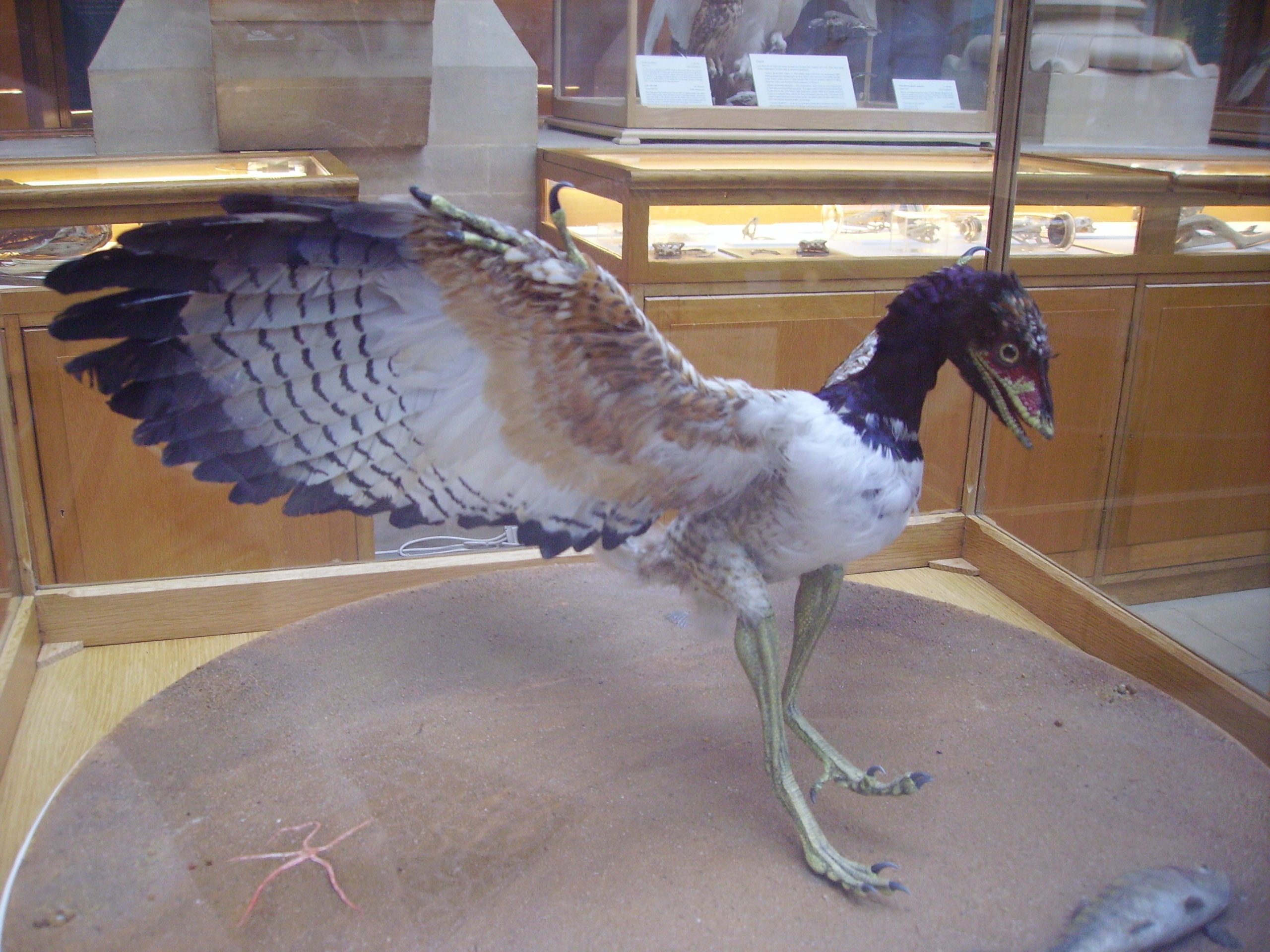
Реконструкція археоптерикса, Оксфордський музей орнітології

Вважається визнаним, що птахи розвилися з невеликих тероподних динозаврів, проте сам механізм виникнення здатності до польоту є одним із найстаріших нерозв'язаних питань палеонтології. Головними є три гіпотези:
- «з дерев униз» (англ. arboreal або trees down, Marsh, 1880[8]), за якою предки птахів спочатку навчилися планувати униз із дерев, після чого розвили цю здатність до справжнього польоту за рахунок сили м'язів;
- «із землі вгору» (англ. cursorial або ground up, Williston, 1879[9][10]), за якою предки птахів були невеликими спритними динозаврами, що розвили пір'я для інших потреб, а потім стали використовувати його для підняття у повітря і польоту;
- «біг за допомогою крил», варіант «із землі вгору», у якому крила розвилися для утворення направленої униз сили, що уможливлювала кращий контакт з поверхнею, а в результаті — вищу швидкість бігу та здатність бігати по вертикальних поверхнях.

Досі лишається невідомим, чи мав здатність літати перший відомий птах — археоптерикс (Archaeopteryx). З одного боку, археоптерикс мав структури мозку та сенсори внутрішнього вуха, які птахи використовують для контролю свого польоту, а його пір'я було розташоване подібно до пір'я сучасних птахів. З іншого боку, археоптерикс не мав плечового механізму, за допомогою якого сучасні птахи здійснюють швидкі висхідні рухи; це може, зокрема, вказувати на те, що перші птахи не були здатні до махового польоту, але могли ширяти. Наявність більшості викопних решток цього птаха в приморських районах без густої рослинності також призвело до гіпотези, що ці птахи могли використовувати крила для бігу по поверхні води, подібно до ящірок-василісків.

### З дерев униз
Це найперша за часом висловлення гіпотеза, створена за прикладом ширяючих хребетних, таких як вивірки-літяги. За цією гіпотезою, протоптахи, подібні до археоптерикса, використовували кігті для того, щоб підніматися на дерева, з яких вони злітали за допомогою крил. Однією з версій цієї групи гіпотез була «чотирикрила гіпотеза», яку висунув Вільям Біб 1915 року. В той час група гіпотез «з дерев донизу» знову переживала розквіт. Підтвердити гіпотезу Біба в 1926 році намагався Герхард Гайлманн, що дослідив ноги пташенят горлиць і якани, проте його дослідження були тоді сприйняті з великим скепсисом.
Однак пізніші дослідження поставили цю гіпотезу під сумнів, наводячи дані, що найперші птахи не вміли лазити по деревах. Сучасні птахи, що мають таку здатність, мають значно скривленіші та міцніші кігті, ніж у тих, що мешкають на землі; кігті ж птахів мезозойської ери, як і у пов'язаних із ними динозаврів-тероподів, подібні до кігтів сучасних наземних птахів.

#### Із землі вгору

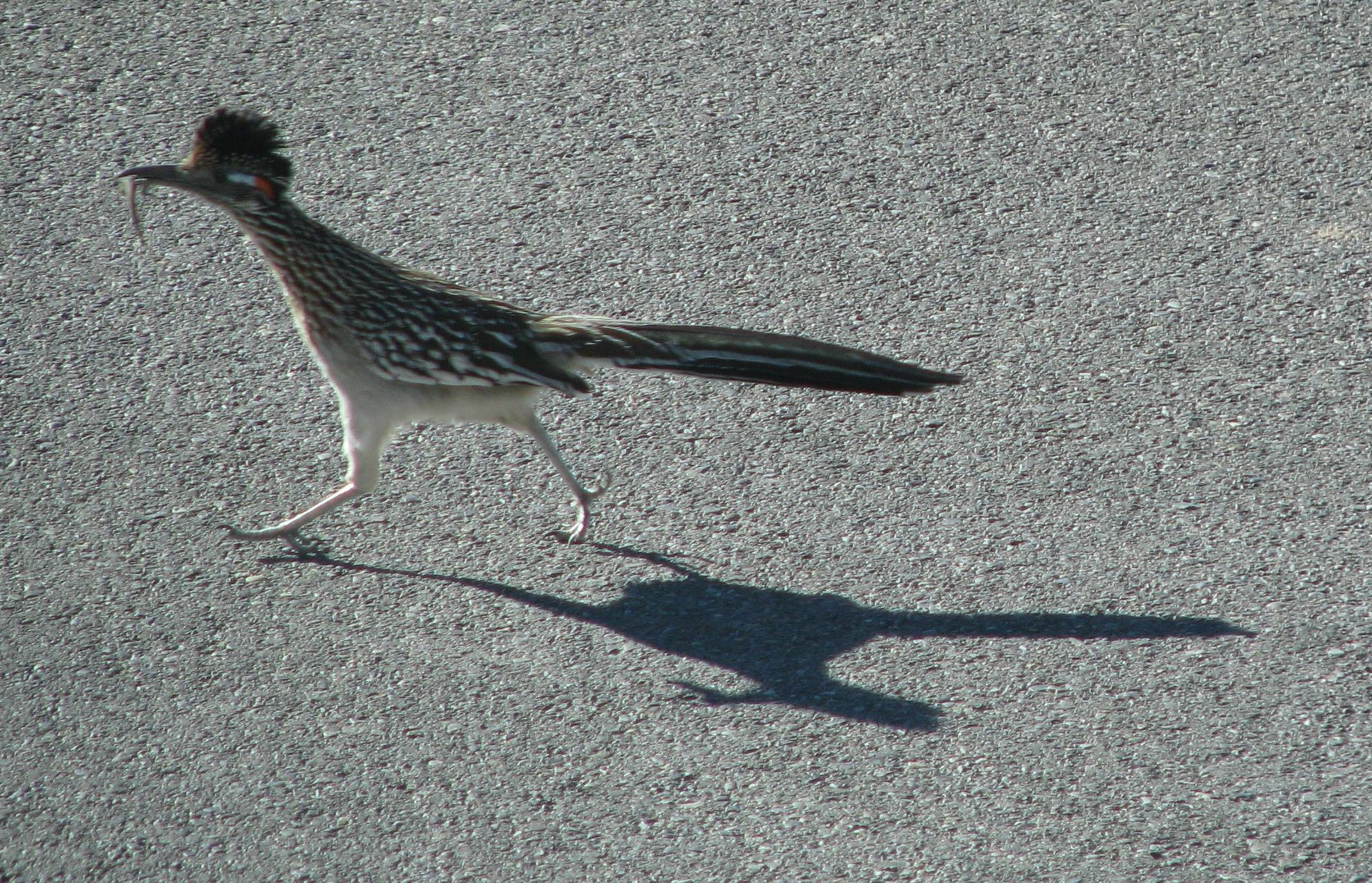
Зозуля земляна, що біжить по дорозі, Невада

Пір'я було досить поширеним серед целурозаврів, включаючи раннього тиранозавроїда Dilong, а сучасних птахів палеонтологи найчастіше відносять саме до цієї групи, хоча деякі орнітологи відносять їх до споріднених груп. Функціями цього пір'я могли бути теплоізоляція або ж статева демонстрація. У найпоширенішій версії виникнення польоту «із землі вгору» стверджується, що предки птахів були невеликими наземними хижаками (як сучасний подорожник), що використовували свої передні кінцівки для підтримання рівноваги, а пізніше ці вкриті пір'ями кінцівки розвилися у крила, здатні підтримувати птаха в польоті. Інший варіант гіпотези виводить розвиток польоту зі статевої поведінки та бійок: для привернення уваги протилежної статі розвилося довге пір'я та сильніші кінцівки, що спочатку використовувалися як зброя, а потім виявилися придатними до махового польоту. Також, через те, що багато залишків археоптерикса походять з морських відкладень, було запропоновано, що крила могли допомагати цим птахам рухатися і по поверхні води.
Противники цих гіпотез передусім критикують припущення, що птахи походять саме від целурозаврів. Зокрема, на основі ембріологічного аналізу, що вказує на збереження в крилах 2, 3 і 4 пальців (гомологів вказівного, середнього та безіменного пальців людини; перший з цих пальців у птахів формує придаткове крило, для запобігання перекидання в польоті, наприклад при посадці); але передні кінцівки целурозаврів були сформовані пальцями 1, 2 і 3 (великий та наступні два пальця людини). Однак ці ембріологічні дослідження було також піддано сумніву через різні типи розвитку кінцівок у різних груп споріднених тварин, що могли втратити пальці та розвити нові в процесі еволюції.

### Біг за допомогою крил
Гіпотеза «бігу за допомогою крил» заснована на спостереженні молодих кекликів та стверджує, що крила отримали свої аеродинамічні функції в результаті потреби швидко бігати по крутих поверхнях, таких як стовбури дерев, або для уникнення хижаків або, навпаки, для несподіваної атаки. Для цього була потрібна сила, що притискає птаха до поверхні. Проте найперші птахи, включаючи археоптерикса, не мали плечового механізму, за допомогою якого сучасні птахи здійснюють швидкі рухи уверх; а через те, що утворення сили униз вимагає цього механізму, ця гіпотеза зазнає значної критики.

### Втрата польоту у деяких сучасних птахів
Деякі види птахів, передусім ті, що мешкають на ізольованих островах, де немає наземних хижаків, втратили здатність до польоту. Це доводить, що, незважаючи на великі переваги польоту, він вимагає великих витрат енергії, і тому, коли немає хижаків, може стати непотрібним[джерело?].

## Анатомія структур, пристосованих до польоту

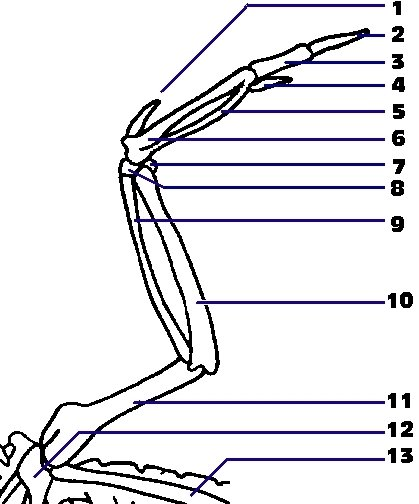
Скелет крила:
1. придаткове крило
2. термінальна фаланга великого пальця
3. базальна фаланга великого пальця
4. малий палець
5-6. карпометакарпус
7. «ліктьова кістка зап'ястка»
8. «променева кістка зап'ястка»
9. променева кістка
10. ліктьова кістка
11. плечова кістка
12. дзьобоподібна кістка
13. лопатка

### Скелет крила
Передні кінцівки птахів — крила — є головними частинами тіла, пристосованими для польоту. Кожне крило має головну поверхню, якою воно розрізає повітря, що підтримується трьома кістками: плечовою, ліктьовою і променевою. Кисть передньої кінцівки, що у предків птахів мала п'ять пальців, зберегла лише три (за різними даними, це пальці II, III і IV або I, II, III) і служить для кріплення махового пір'я першого порядку — однієї з двох головних груп махового пір'я, що відповідає за форму крила. Другий набір махового пір'я знаходиться позаду кистевого суглобу ліктьової кістки та має назву махового другого порядку. Решта пір'я називається криючим та поділяється на три набори. Інколи крило має рудиментарні кігті, хоча у більшості видів вони втрачаються до часу досягнення птахом статевої зрілості (наприклад, у пташенят гоацинів, що лазять по деревах). Але вони зберігаються у таких птахів як птах-секретар, паламедеї, лапчастоноги, страуси, деякі серпокрильці та у деяких інших видів птахів як часта, але не загальна риса. Кігті викопного археоптерикса нагадують за будовою кігті гоацинів.
У гігантських буревісників та альбатросів існує механізм закріплення суглобів крил в одному положенні для зменшення навантаження на м'язи під час ширяючого польоту.

### Пір'я крил

Групи пір'я крила:
1. махове 1-го порядку
2. криюче 1-го порядку
3. пір'я крильця
4. махове 2-го порядку
5. велике криюче 2-го порядку
6. середнє криюче 2-го порядку
7. мале криюче 2-го порядку
8. махове 3-го порядку
9. плечове пір'я

Головним пір'ям, що використовується для польоту та надає крилам та хвосту птахів їх зовнішню форму, є махове пір'я або просто махове. Махове крило зазвичай поділяється на дві або три головні групи: махове першого, другого та інколи третього порядку. Махове першого порядку кріпиться за допомогою сухожилля до кісток кисті, другого порядку — до ліктьової кістки, і третього — до плечової кістки. Здається, для більшості видів птахів махове першого порядку найбільшою мірою відповідає за здатність літати: навіть повне видалення решти пір'я крил не впливає на дальність та швидкість польоту, але помітне укорочення махових першого порядку, особливо найбільш дистальних, практично позбавляє птахів здатності літати. Велика частина площі махового пір'я вкрита так званим криючим, що захищає його та закриває щілини біля основи.

### Крильце
Окремою частиною крила є крильце, розташоване на передньому краю крила, біля основи кисті, та здатне розкриватися уперед та вгору від цього краю. За найпоширенішою версією, його функція подібна до функції передкрилків літака, що використовуються для запобігання звалюванню, тобто раптовій втраті швидкості при повільному польоті або гальмуванні при посадці. Інші автори, проте, не погоджуються з цією версією, вказуючи на недостатність даних та пропонуючи гіпотези створення додаткового вихра та стабілізації таким чином початку вихра трикутного крила.

### Типові форми крил

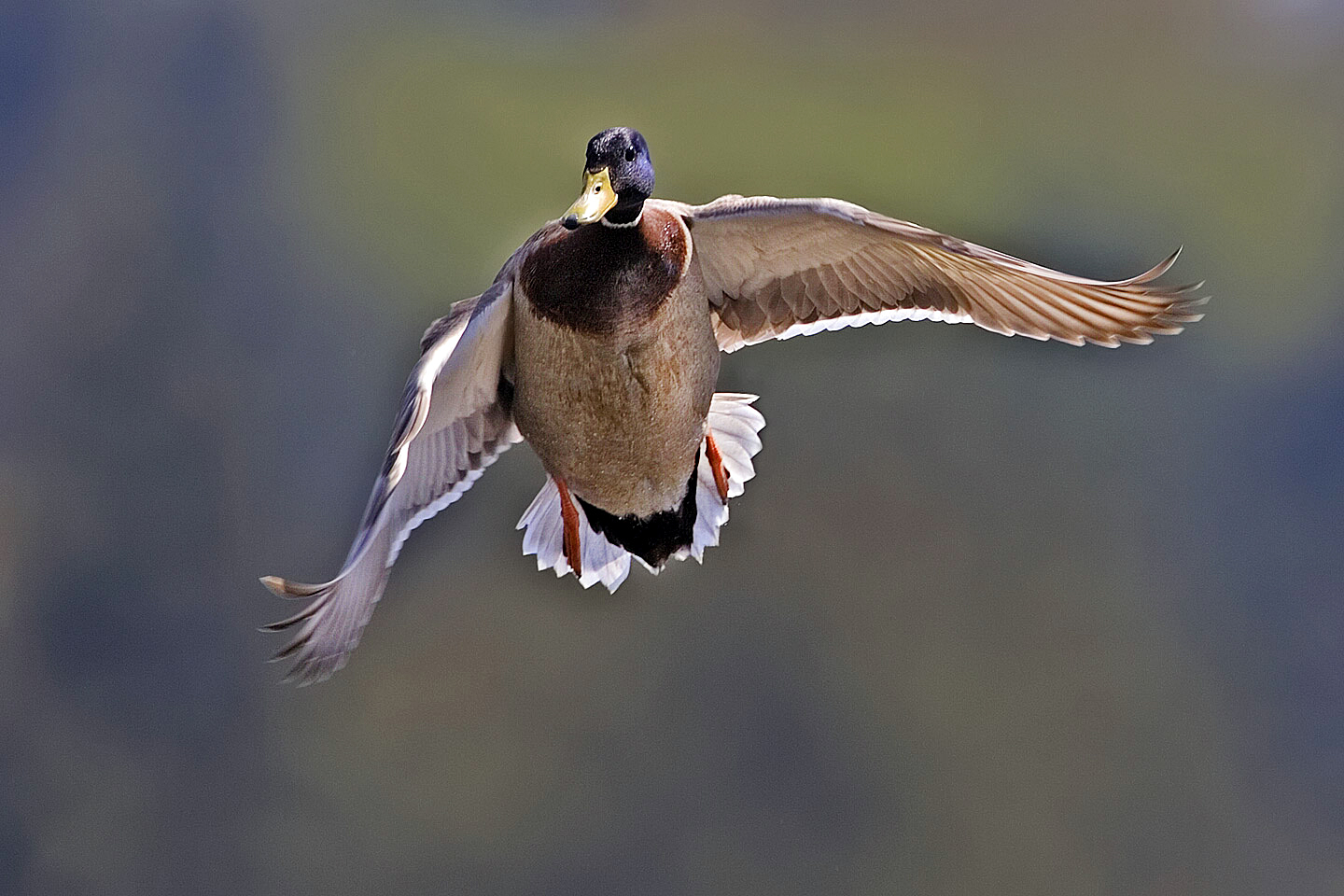
Крижень в польоті

Форма крила є важливим фактором, що визначає тип та характеристики польоту, до якого здатний птах. Різні форми крил відповідають різним компромісним рішенням для утворення потрібних характеристик, таких як швидкість польоту, витрати енергії та маневреність. Планформа крила (форма його двовимірної горизонтальної проєкції) може бути приблизно описана двома параметрами: відносним подовженням і навантаженням на крило. Відносне подовження крила — це відношення розмаху крил та середньої ширини крила (або квадрат розмаху крил, поділений на площу крил). Навантаження на крило — відношення маси птаха до сумарної площі крил[уточнити].
Більшість видів птахів можуть бути згруповані за формою крил у кілька загальних типів, хоча цей поділ різниться між різними роботами, а при будь-якому поділі частина птахів займає проміжне положення між ними. Зокрема, звичайним поділом є поділ на еліптичні крила, швидкісні крила, крила з високим відносним подовженням і крила для ширяння, описані нижче.
Еліптичні крила

Типові форми крил

Еліптичні крила короткі та заокруглені, з невеликим відносним подовженням, що дозволяє птахам маневрувати в обмеженому просторі, наприклад в умовах густої рослинності. Такі крила характерні для лісових хижаків (наприклад, яструба) та багатьох горобцеподібних, особливо немігруючих (мігруючі види мають довші крила, потрібні для тривалих перельотів). Також ця форма крил звичайна у видів, що уникають хижаків за рахунок швидкого зльоту, наприклад фазанів і куріпок.
Швидкісні крила
Швидкісні крила короткі та загострені, вони мають високе навантаження на крило та забезпечують високу частоту змахів для надання найбільшої можливої швидкості за рахунок значних витрат енергії. Зазвичай такі крила типові для невеликих птахів та характеризуються дуже великою відносною довжиною кисті крила. Цей тип крил характерний для найшвидших птахів, таких як сапсан, серпокрильці та більшість качок. Подібна форма крил характерна і для алькових, хоч і для іншої мети — альки використовують ці крила для упірнання та «польоту» під водою. Птахи з такими крилами є рекордсменами швидкості — сапсан розвиває швидкість до 140 км/год (за деякими даними навіть до 300 км/год), а голкохвостий серпокрилець — до 170 км/год.
Особливим випадком крил цього типу є крила колібрі. Їх крила мають найбільшу відому серед птахів довжину кисті, що становить близько 81 % довжини всього крила. Ця частина крила у колібрі найбільш рухома, здатна обертатися навколо своєї осі майже на 180°.

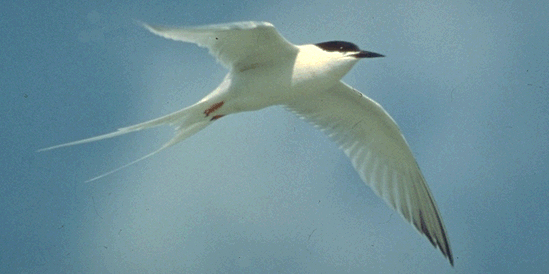
Крячок рожевий має крила з низьким навантаженням на крило для повільного польоту, проте здатний пірнати за рибою.

Крила з високим відносним подовженням
Крила з високим відносним подовженням є дуже довгими та стрункими, зазвичай вони характеризуються низьким навантаженням на крило та використовуються для повільного польоту, майже ширяння. Такі крила характерні для боривітрів, крячків, дрімлюг та птахів, що здатні переходити на динамічне ширяння над хвилями для збереження енергії, що поширено серед морських птахів.
Особливим випадком цього типу є крила гігантських буревісників та альбатросів, найбільш пристосованих до тривалого ширяння. Ці крила характеризуються найменшою відносною довжиною кисті, близько 25 % від довжини крила, та найбільшим числом махових другого порядку — 40. Ці птахи також мають типовий для них механізм закріплення суглобів крил та дещо відмінну будову махового пір'я кисті.
Крила для ширяння
Крила для ширяння досить широкі та характерні для великих сухопутних птахів, таких як орли, грифи, пелікани і лелеки. Глибокі борозенки на кінцях крил між маховим пір'ям зменшують силу опору повітря, а відносно короткий розмір дозволяє підніматися з поверхні землі без потреби у значному розгоні.
Дещо подібні до них крила чапель та ібісів, що зазвичай використовуються для повільного махового польоту.

### Хвіст

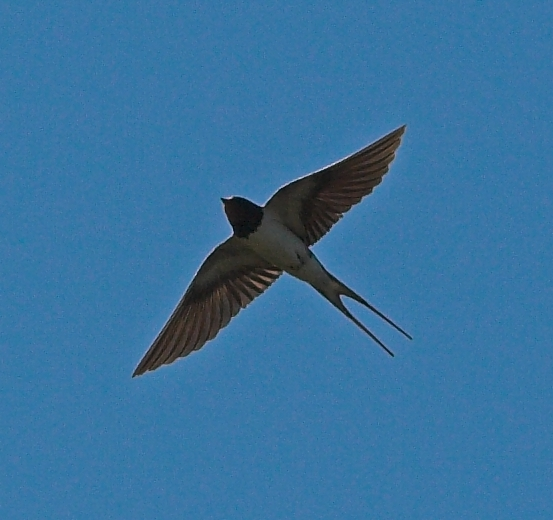
Вилкоподібний хвіст ластівки

В основі хвоста птахів лежать кістки 5-7 хребців та пігостилю, до якого кріпляться махові хвоста. Число махових хвоста різне у різних видів птахів, від нуля у пірникоз до 22-24 у пеліканів, качок та лебедів. Пір'я хвоста зазвичай здатне розкриватися, істотно збільшуючи площу, крім того, хвіст може рухатися в двох напрямках за допомогою шести пар м'язів. Хоча у більшості птахів пір'я хвоста приблизно одної довжини, утворюючи плоский розкритий хвіст, форма хвоста може бути досить різною. Наприклад, у сороки, фазанів, олуш, деяких голубів та зозуль центральне пір'я довше, через що хвіст має округлу форму. У деяких фаетонів, бджолоїдок, поморників, деяких рябків та птахів-секретарів центральне пір'я набагато довше. Навпаки, у сільської ластівки, фрегатів та деяких крячків центральне пір'я набагато коротше, утворюючи вилкоподібний хвіст.

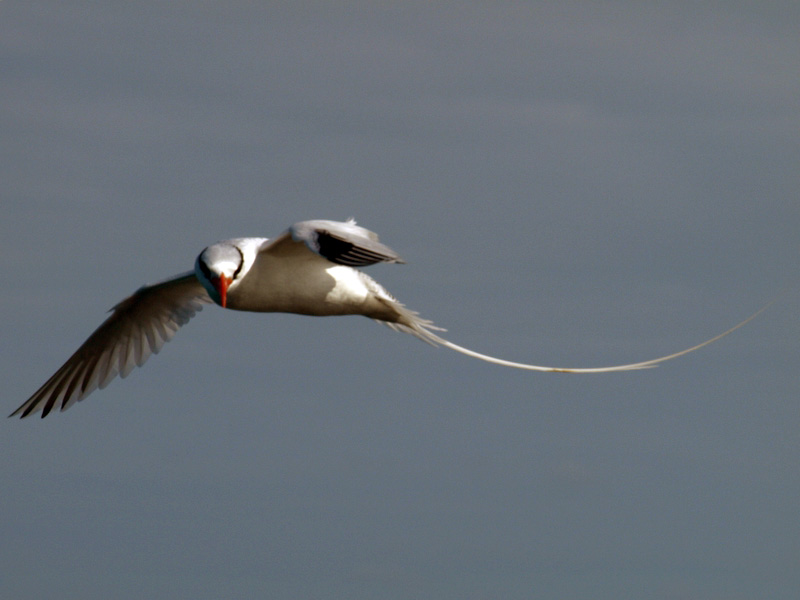
Довге центральне пір'я хвоста фаетона червонодзьобого

Хвіст бере участь у стабілізації польоту та маневруванні за рахунок як підйомної сили, так і сили тертя. Довгі жорсткі хвости, особливо з довшим центральним пір'ям, найбільш пристосовані для створення тертя, максимально додаючи до стабільності польоту. Навпаки, вилкоподібні хвости утворюють підйомну силу майже без сили тертя, забезпечуючи маневреність при швидкому польоті. Морські птахи часто мають дуже короткі хвости, що нічого не додають до маневреності при повільному польоті, ці птахи можуть дозволити собі такі хвости через відсутність перешкод. Навпаки, у лісових птахів хвости мають надавати їм високу стабільність та стійкість до зіткнень, для чого найзручнішими є довгі відносно прямі хвости.

### Інші адаптації до польоту
Хоча утворення крил та пір'я є найпомітнішою адаптацією до польоту, вимоги польоту привели до багатьох інших змін організму птахів.
Скелет птахів досить відмінний від решти сучасних тварин наявністю порожніх кісток, що помітно зменшує його масу. Крім того, у птахів відсутній цілий ряд кісток, що ще існували у археоптерикса, зокрема багато хребців хвоста, а щелепа з зубами була замінена легким дзьобом. Також в скелеті з'явився кіль, великий виріст грудної кістки, до якого кріпляться махові м'язи крил. Пір'я літаючих птахів також відрізняється від пір'я багатьох нелітаючих наявністю мікроскопічних гачків, що утримують перо разом та надають йому необхідну для польоту міцність.
Важливою адаптацією, призначеною для забезпечення високих витрат енергії та, відповідно, високої швидкості метаболізму, є утворення однонаправленої дихальної системи. Повітря проходить через легені птахів при кожному вдиху та видиху, потрапляючи до повітряних мішків, що дозволяє, на відміну від решти тварин, ефективно використовувати увесь об'єм легенів та забезпечує подвійне дихання.

## Режими польоту

### Зліт

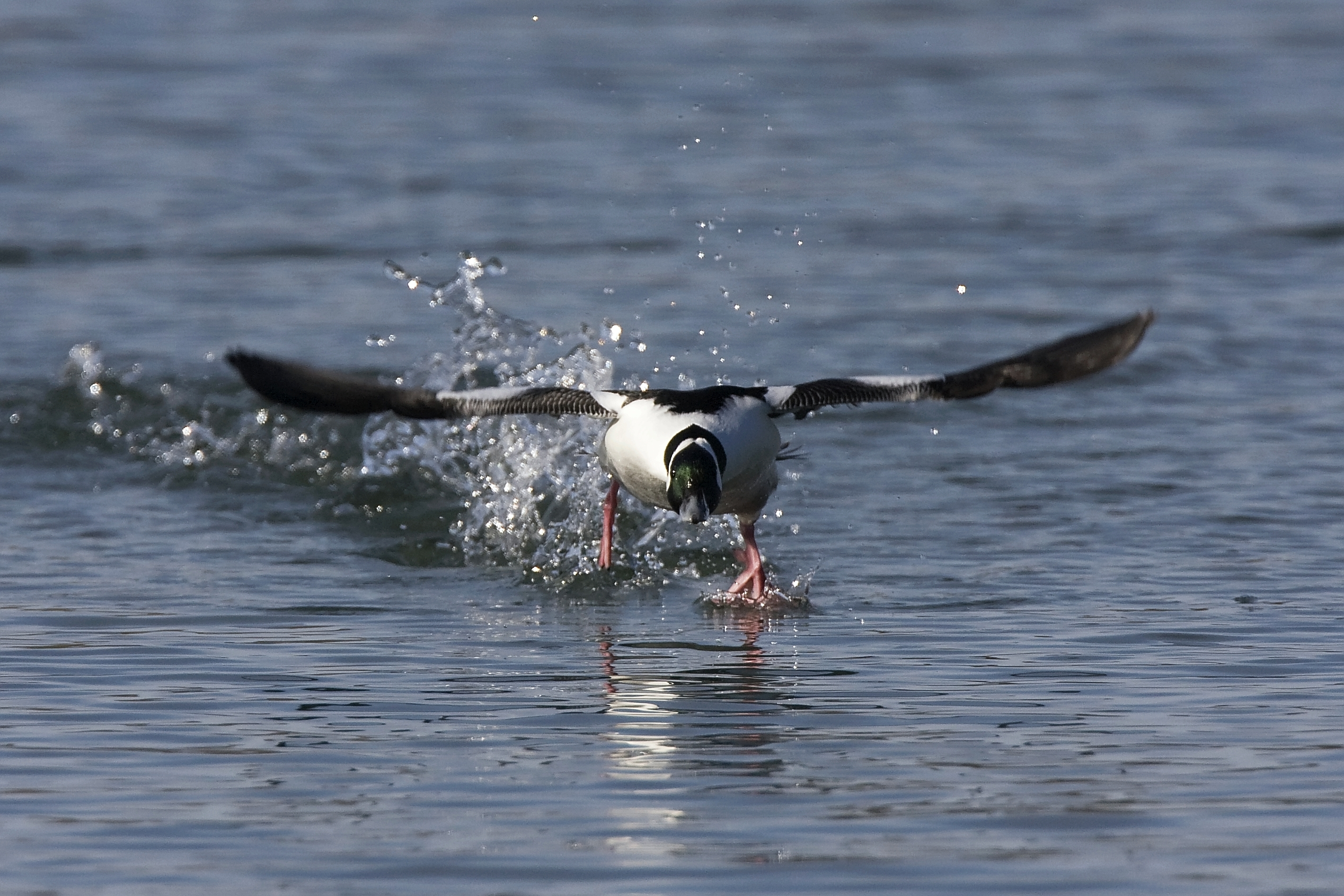
Розбіг гоголя малого при зльоті

Стратегія зльоту може істотно відрізнятися, перш за все залежно від розміру птаха. Маленькі птахи вимагають відносно невеликої або навіть нульової початкової швидкості, яка генерується за рахунок стрибка. Зокрема така поведінка була продемонстрована на прикладі звичайного шпака та звичайної перепілки, що здатні генерувати 80-90 % швидкості польоту за рахунок стрибка, досягаючи прискорення до 48 м/c2. При цьому шпаки часто використовують еластичну енергію гілки, на якій сидять, хоча і не здатні регулювати силу стрибка залежно від її товщини. Інші невеликі птахи, такі як колібрі, чиї ноги занадто тонкі для стрибка, починають махати крилами ще на землі, досягаючи підйомної сили до 1,6 ваги птаха.
Великі птахи зазвичай нездатні злітати з місця і вимагають початкової швидкості для польоту. Найчастіше ця швидкість досягається за рахунок зльоту проти вітру. На додаток часто птахи змушені бігти певну відстань по поверхні землі або води. Деякі великі птахи, такі як орли, використовують скелі, високі гілки дерев або інші високі точки для отримання швидкості за рахунок падіння, морські птахи часто частково здатні досягти подібного ефекту за рахунок зльоту з гребня хвиль.

### Посадка

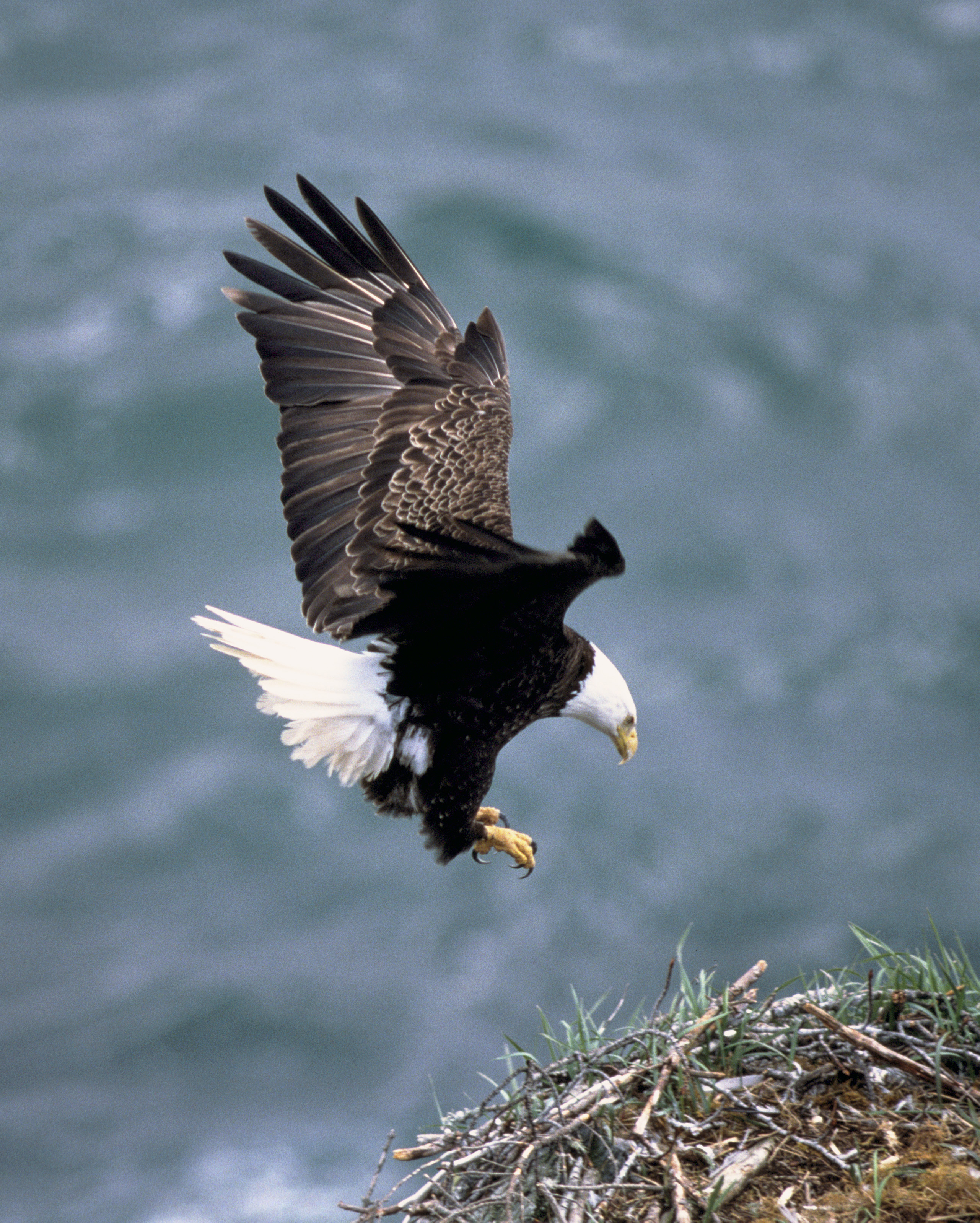
Посадка орлана білоголового

Головним завданням при посадці є зменшення швидкості до безпечного рівня. Основним інструментом для цього у всіх птахів є ноги, на які приземляється птах, що дозволяють як амортизувати удар, так і зберігати вертикальне положення птаха. Проте ефективність амортизації за допомогою ніг сильно варіює між видами. У птахів, що проводять у повітрі більшу частину часу, таких як колібрі, серпокрильці та ластівки, ноги слабкі та не дуже корисні для цієї мети, з іншого боку, у подорожників, тетеруків і куріпок ноги сильні, здатні повністю амортизувати повільний політ цих птахів. Механізм використання ніг дещо варіює від виставлення ніг уперед великими птахами, збільшуючи опір повітря та готуючись до зіткнення з поверхнею, до захоплення гілки, на яку птах збирається приземлитися, невеликими.
На додаток до амортизації ногами, більшість птахів змушені використовувати додаткові механізми. Так, багато птахів, зокрема хижих, завжди приземляються проти вітру. При цьому майже завжди крила розведені убік, а придаткове крило повністю витягнуте. Багато птахів, особливо великих, перед посадкою рухаються нижче за місце посадки (гілки або скелі), а за кілька метрів до цілі піднімаються угору без махання крил, гасячи таким чином швидкість польоту. Цей підхід дозволяє досягати майже нульової швидкості навіть тоді, коли немає вітру.
Гасіння швидкості не так важливе для водоплавних та деяких морських птахів, що, зазвичай, здатні гасити швидкість об воду за допомогою своїх широких ніг. Ноги не обов'язково мають мати перетинки для гальмування — такі птахи, як лелеки, чаплі і журавлі, мають ідеальні для цієї мети ноги. Зазвичай ці птахи здатні й до посадки на горизонтальну поверхню землі, але часто роблять це незграбно.

### Маховий політ

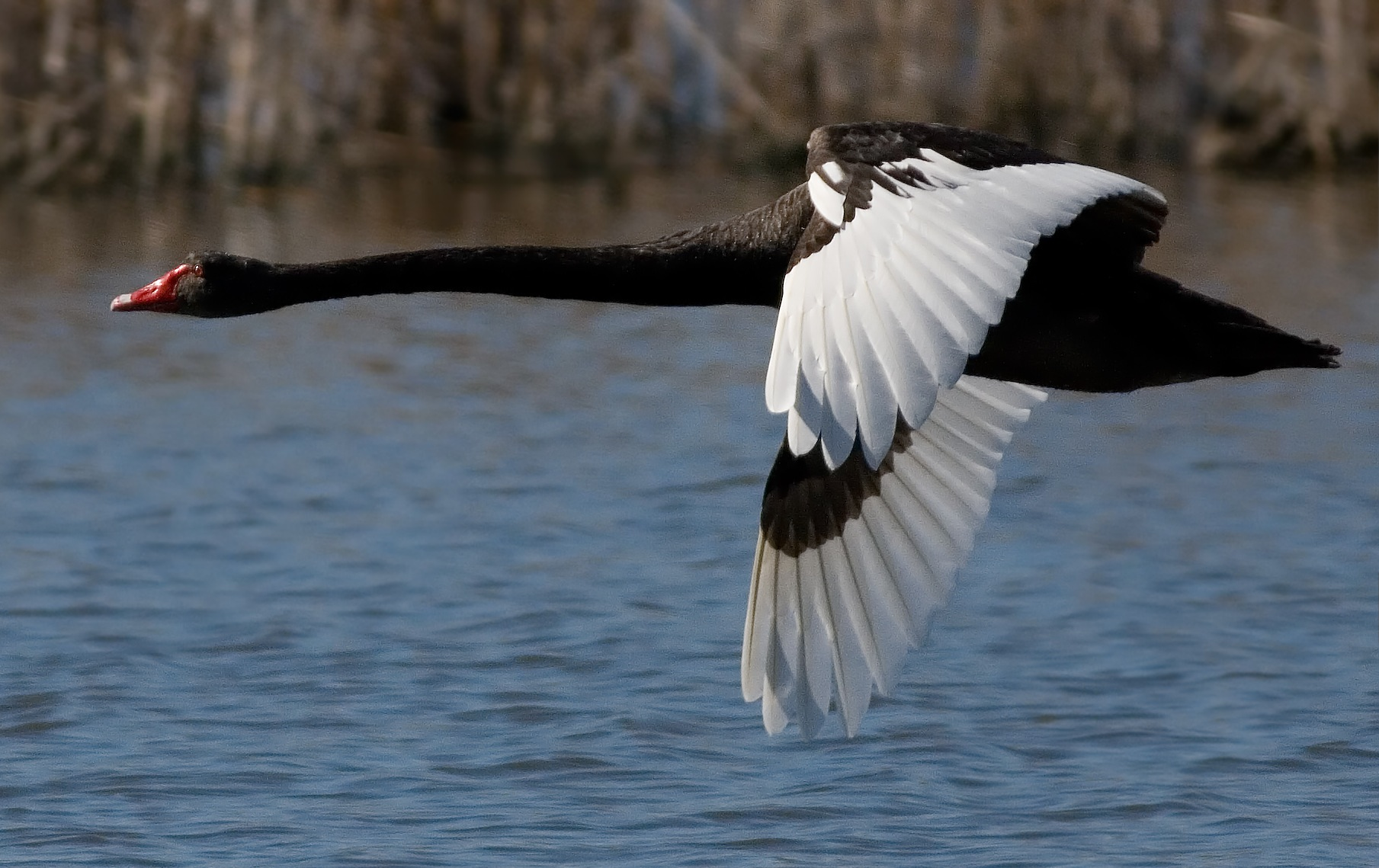
Маховий політ лебедя чорного

Не всі птахи і не завжди здатні користуватися різноманітними типами ширяння для отримання енергії, зокрема це майже неможливо для невеликих птахів. Ці птахи змушені отримувати енергію за рахунок змахів крил силою сильних грудних м'язів.
Маховий політ складається з двох окремих типів руху: робочого ходу і зворотного ходу. Під час робочого ходу крило рухається уперед та униз, а зворотний хід повертає крило у початкову позицію. При цьому внутрішня частина крила насамперед генерує підйомну силу, тоді як кисть генерує тягу, що штовхає птаха уперед. Під час робочого ходу махове першого порядку зведене разом, формуючи щільну обтічну поверхню. Навпаки, під час зворонього ходу махове першого порядку багатьох, особливо невеликих, птахів обертається навколо своєї осі, дозволяючи протікання повітря між ним. Більші птахи або довгокрилі маленькі птахи повністю або частково згинають крила, наближаючи їх до тулуба.

### Методи збереження енергії
Маховий політ може бути надзвичайно затратним, від 2 до 20 разів перевищуючи основний обмін. Через це птахи були змушені розвити кілька механізмів зменшення витрат при цьому режимі польоту.
Переривистий політ
Одним із засобів збереження енергії під час польоту є переривистий політ, при якому кілька змахів межуються вільним польотом. При цьому існує кілька засобів, якими цей механізм теоретично може зберігати енергію. У великих та середніх птахів під час перериви крила щільно притиснуті до тіла, що дозволяє зменшувати силу тертя. За оцінками, загальна економія енергії при польоті зяблика становить до 35 %. Якщо птах тримає крила розкритими під час перерви, політ складається із фази розгону під час махового польоту, а потім планерування під час перерви. Такий політ збільшує підйомну силу та за моделлю дозволяє зберігати до 11 % енергії. Здається, птахи можуть користуватися обома стратегіями залежно від швидкості польоту. Крім того, оптимальна частота змахів крил з точки зору використання м'язів може бути більшою за потрібну для польоту, через що переривистий політ надає можливість використовувати м'язи в оптимальнішому режимі.
Переривистий політ украй характерний для деяких груп птахів. Так, він є визначною характеристикою польоту дятлів, що, залежно від виду, махають крилами від 30 % до 93 % часу польоту, решта приходиться на паузи. Звичайна сорока також проводить до 60 % польоту у стані пауз в маханні. Переривистий політ у деяких видів може відбуватися навіть під час зависання на місці без вітру та з ним, попри це птаху вдається підтримувати своє нерухоме положення відносно землі.
Політ упорядкованою групою
Позаду кінців крил птахів, подібно до крил літаків, утворюються висхідні потоки повітря. Хоча при маховому польоті птахів потоки коливаються, загальна картина така ж сама як й у апаратів з нерухомим крилом. Таким чином, при польоті V-подібною групою кожний птах знаходиться в зоні висхідних потоків попереднього, що дозволяє їм економити енергію. Найбільший ефект досягається для великих птахів, і лише для них переваги перевищують витрати на підтримку точної відстані, через що подібна поведінка найхарактерніша для цієї групи.

### Зависання

Схема зависання колібрі

Зависання на місці відносно навколишнього повітря (англ. hovering) є дуже складною задачею, більшість птахів або зовсім нездатні до нього, або здатні це робити протягом дуже незначного проміжку часу. Фактично добре це робити можуть лише колібрі, маса тіла яких варіює між 2 і 8 г. Ненабагато більші нектарниці, що важать від 10 до 20 г, здатні це робити лише якщо немає іншого зручного способу добратися до квітки. При такому зависанні крила колібрі майже невидимі, а крила нектарниць, що рухаються набагато повільніше, видимі як прозорий диск навколо птаха. Під час зависання ці птахи здатні у разі потреби повільно рухатися убік або назад.
При зависанні на місці тіло птаха знаходиться у майже вертикальній позиції, його вісь складає кут 40-50° з горизонтальною площиною[уточнити]. При цьому крила рухаються практично назад-уперед, описуючи вісімку. Як рух уперед так і рух назад здійснюється з деяким пониженням відносно горизонтальної площини, тоді як у крайніх положеннях крила дещо піднімаються угору. Кут руху становить близько 130°, приблизно однаково уперед і назад. Кисть крила при цьому обертається майже на 180° при зміні напрямку руху, постійно утримуючи позитивний кут атаки. Частота руху становить 36-39 Гц у Chlorostilbon lucidus і 27-30 Гц у чорного якобіна (Florisuga fusca), максимальна швидкість — 20 м/с. При цьому колібрі здатні піднімати вантаж вагою 80-200 % ваги власного тіла.

### Зависання проти вітру
Досить відмінним режимом польоту є зависання відносно поверхні землі за рахунок польоту проти вітру зі швидкістю вітру (англ. windhovering). Така поведінка характерна для багатьох хижих птахів та птахів, що спеціалізуються на полюванні та рибалці: боривітра, скопи, крячків, поморників, деяких рибалочок. Нерухомий стан відносно поверхні допомагає птаху фокусувати очі на поверхні землі та виглядати здобич. Однак цей режим польоту найлегший за оптимальної швидкості вітру, а за іншими умовами вимагає значно більших зусиль.
При зависанні відносно землі голова зазвичай залишається нерухомою з високою точністю. Так, у випадку боривітрів її коливання складають до 6 мм, причому не корелюють зі змахами крил. При цьому птаху вдається навіть достатньо швидко реагувати на зміни швидкості вітру, що не здатні змінити положення голови.

### Ширяння

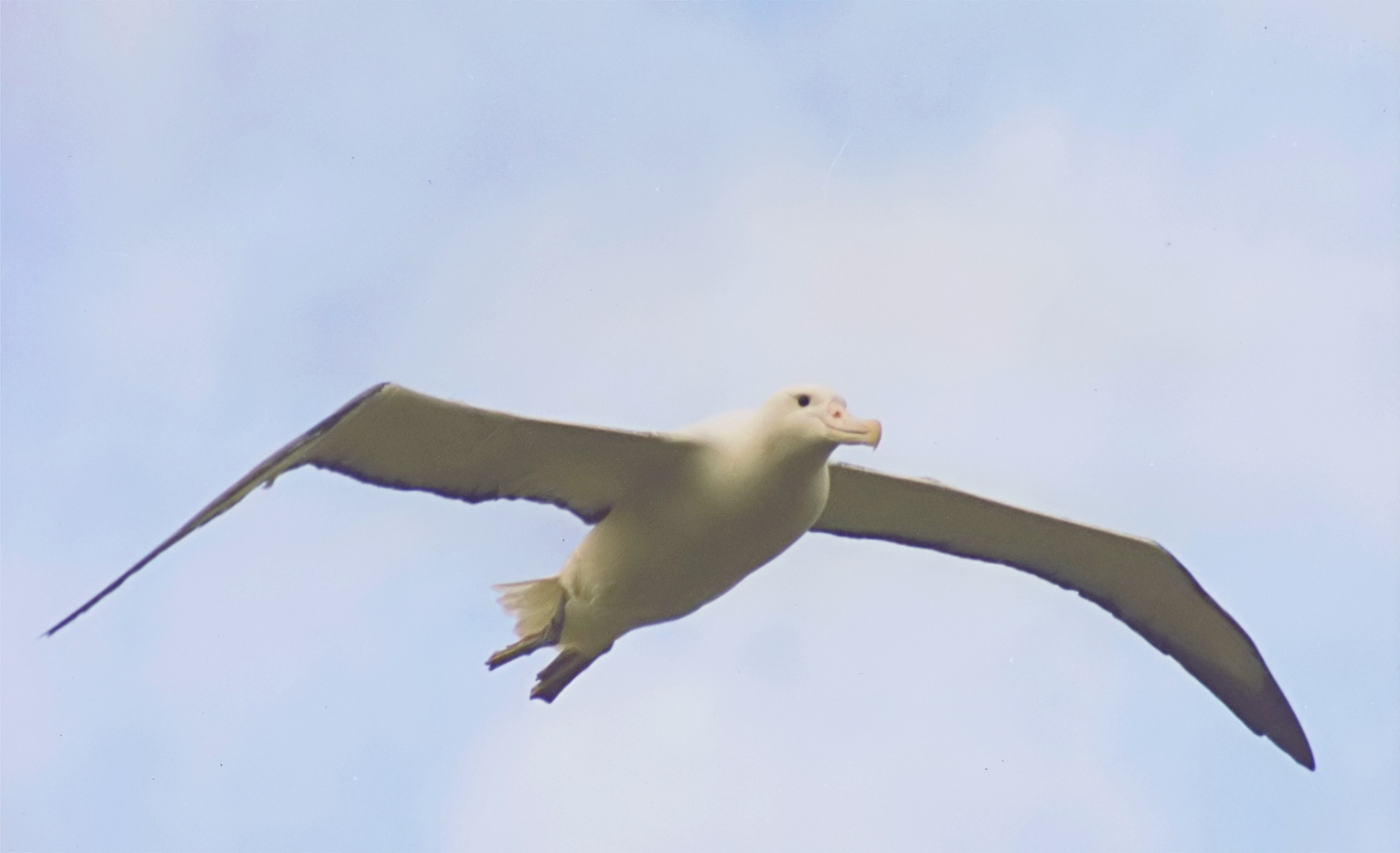
Південний королівський альбатрос у польоті

Ширянням називається політ без активного використання енергії з боку птаха, що здійснюється або за рахунок втрати швидкості або висоти у спокійному повітрі, або за рахунок використання руху повітря для отримання енергії. Птахи здатні застосовувати кілька стратегій такого використання, описані нижче.
Похиле ширяння
Перешкоди вітру, такі як пагорби, скелі, греблі, дайки, лісосмуги та інші нерівності поверхні змушують повітря біля них підійматись. Хоча визначення умов повітря над нерівною поверхнею часто є складною задачею, багато видів птахів здатні користатися такими висхідними потоками. Ця стратегія називається похилим ширянням.
Наприклад, при спостереженнях польоту боривітрів над дайкою в Нідерландах було показано, що при вітрі швидкістю 8,7 м/с птахи завжди трималися на висоті 6,5 ± 1,5 м над навітряним боком дайки, підтримуючи кут атаки крила між 6° і 7°.
Динамічне ширяння
Швидкість вітру зростає з висотою, що особливо помітно над океаном. При сильному вітрі (7 балів за шкалою Бофорта) його швидкість становить 15 м/с на висоті 10 м, але лише 10 м/с на висоті 1 м. Альбатроси та багато інших морських птахів активно використовують цю різницю, і цей процес знаний як динамічне ширяння. Для цього, за поширеною моделлю цього процесу, птах періодично піднімається та опускається, набираючи горизонтальну швидкість у швидших верхніх шарах повітря та вертикальну у нижчих, за рахунок більшої за навколишнє повітря швидкості польоту.
Ширяння над хвилями
Морські птахи використовують ще два механізми ширяння, пов'язані із наявністю хвиль. Перший тип подібний до описаного вище похилого ширяння та пов'язаний з виникненням висхідних потоків повітря перед хвилею. Так, типова хвиля заввишки 1 м і завширшки 12 м здатна утворити висхідний потік повітря швидкістю 1,65 м/с. Багато птахів, таких як альбатроси, фульмари, мартини і пелікани, при польоті постійно балансують на навітряній стороні хвилі, користаючись цими потоками. Зазвичай рух відбувається паралельно гребню хвилі. Коли ж хвиля закінчується, птах рухається по інерції, розшукуючи нову хвилю. Рідше, проте, птах може рухатися і разом з хвилею.
Інший засіб отримувати енергію від хвиль полягає у тому, що за хвилею завжди знаходиться ділянка спокійнішого повітря. Птахи, такі як альбатроси і буревісники часто летять там, постійно піднімаючись і опускаючись та фактично користуючись механізмом динамічного ширяння.
Термальне ширяння

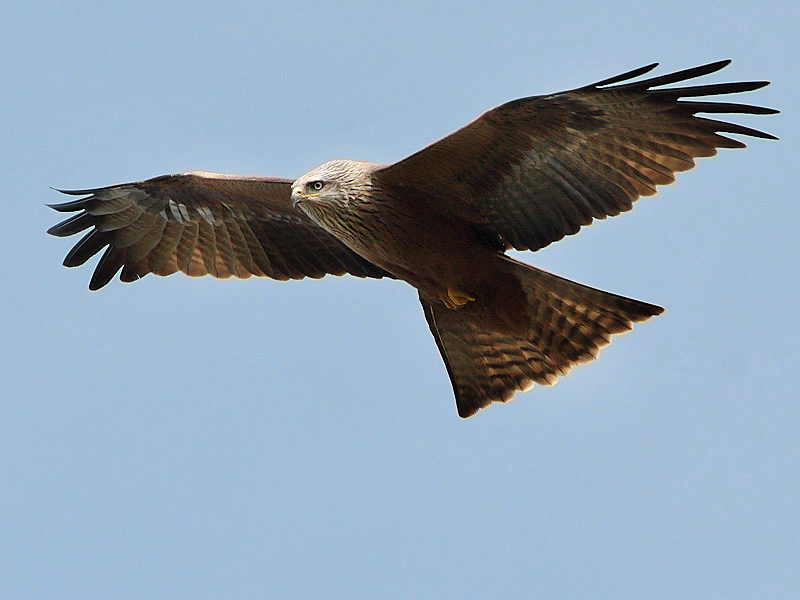
Ширяння шуліки чорного

Ще один тип ширяння пов'язаний з використанням птахами термальних колон — потоків висхідного повітря, що виникають через нагрів повітря від поверхні та нестабільність при підйомі цього повітря угору. Термальні колони найзвичайніші над плоскою поверхнею. Цим методом користуються багато великих птахів, утримуючись у межах колони за рахунок кружляння на місці. Через те, що така поведінка характерна для багатьох хижих птахів, зокрема грифів, шулік, канюків, птахів-секретарів, виникла помилкова думка про очікування птахом здобичі. Цим методом, проте, користуються і лелеки, пелікани та інші птахи, що не є хижими. Птахи, що користуються термальним ширянням, зазвичай мають невелике відносне подовження крила (приблизно 15:1), що робить їх не дуже добрими для швидкісного ширяння, на відміну від, наприклад, альбатросів. Однак таке відносне подовження крила дозволяє кружляти колом меншого радіусу, що допомагає залишатися в межах термальної колони. В деяких випадках термальне ширяння можливе і без кружляння, коли птах летить від одної термальної колони до іншої, набираючи висоту під час прольоту крізь колони.

### Маневрування
Маневрування під час польоту можна описати як обертання тіла птаха навколо трьох осей. Обертання навколо поздовжньої осі тіла досягається за рахунок різниці підйомної сили між двома крилами. Птахи з довгими загостреними V-подібними хвостами також допомагають обертанню навколо осі за допомогою хвоста. Обертання навколо горизонтальної осі, перпендикулярної поздовжній осі тіла, досягається опусканням голови та підняттям хвоста. Третя вісь проходить вертикально, а обертання навколо цієї осі контролюється за допомогою відносної різниці у тязі між двома крилами. Хоча в принципі цей тип обертання може використовуватися для повороту, зазвичай цього не відбувається: замість цього поворот здійснюється за допомогою двох інших типів обертання: птах спочатку обертається навколо осі тіла, а після досягнення певного кута — навколо перпендикулярної осі.
Асиметрична тяга та підйомна сила, необхідні для маневрування, досягаються за рахунок зміни сили тертя і підйомної сили, що здійснюється різним ступенем витягування крил, різним кутом атаки та різною частотою махання крил. Хвіст також допомагає повороту за допомогою нахилу у горизонтальному та вертикальному напрямках. Наприклад, голуби при різкому повороті нахилялися на кут 30°, після чого рухалися по колу в повільному польоті із прискоренням 600 рад/с. Поворот навколо осі птаха в цих експериментах відбувався за рахунок різниці підйомної сили, через те, що махання крилами відбувалося із різницею у частоті в 17 %. При цьому зміни кута атаки або площі крил не було зареєстровано.

## Тривалість і сон
Рекордсменами за тривалістю польоту без посадки на землю є серпокрильці чорні (Apus apus), серед яких шведські дослідники за допомогою мініатюрних акселерометра та логера знайшли особину, що літала 314 днів у 2014—2015 роках  . Серпокрильці білочереві (Tachymarptis melba) здатні безперервно літати 200 днів .
Великий фрегат (Fregata minor) здійснює двомісячні трансокеанські польоти . Сон фрегатів у польоті буває як в одній, так і в обох півкулях головного мозку .

### Виноски
1. ↑  Herzog, K (1968). Anatomie und Flogbiologie der Vogel. Stuttgart: Gustav Fischer Verlag.
2. ↑  Sy, M (1936). Functionell-anatomische Untersuchungen am Vogelflugel. Journal für Ornithologie. 84 (2): 199—296.
3. ↑  Vazquez, R. J. (1994). The automating muscular and skeletal mechanisms of the avian wing. Zoomorpholohy. 211: 259—268.
4. ↑  Ennos, A. R. та ін. (1995). Functional morphology of the vanes of the flight feathers of the pigeon Columbia livia. J. Exp. Bio. 198 (5): 1219—1228. {{cite journal}}: Явне використання «та ін.» у: |author= (довідка)
5. ↑  Dial, K. P. та ін. (1997). Mechanical power output of bird flight. Nature. 390: 67—70. Bibcode:1997Natur.390...67D. doi:10.1038/36330. {{cite journal}}: Явне використання «та ін.» у: |author= (довідка)
6. ↑  Brush, A.H. (July 1998). Taking Wing: Archaeopteryx and the Evolution of Bird Flight. The Auk. Архів оригіналу за 3 квітня 2009. Процитовано 8 січня 2011.
7. ↑  Shipman, P. (1999). Taking Wing: Archaeopteryx and the Evolution of Bird Flight. Simon & Schuster. ISBN 0684849658.
8. ↑  Marsh O. C. Odontornithes: A monograph on the extinct toothed birds of North America. Report of the geological exploration of the fortieth parallel, Vol. 7. — Washington : Government Printing Office, 1880. — P. 189. — DOI:10.5962/bhl.title.61298. (Інше посилання [Архівовано 19 листопада 2020 у Wayback Machine.]).
9. ↑  Williston, S (1879). Are birds derived from dinosaurs?. Kansas City Rev. Sci. 3: 457—460.
10. ↑  Ostrom J. H. (1974). Archaeopteryx and the Origin of Flight. The Quarterly Review of Biology. 49 (1): 27—47. doi:10.1086/407902. Архів оригіналу за 2 липня 2019. Процитовано 1 жовтня 2020.
11. ↑  Alonso, P.D., Milner, A.C., Ketcham, R.A., Cokson, M.J and Rowe, T.B. (August 2004). The avian nature of the brain and inner ear of Archaeopteryx. Nature. 430 (7000): 666—669. doi:10.1038/nature02706. PMID 15295597. Архів оригіналу за 23 січня 2009. Процитовано 8 квітня 2009.
12. 1 2  Senter, P. (2006). Scapular orientation in theropods and basal birds, and the origin of flapping flight. Acta Palaeontologica Polonica. 51 (2): 305—313. Архів оригіналу (Automatic PDF download) за 19 січня 2018. Процитовано 8 квітня 2009.
13. 1 2 3 4 5 6 7 8 9 10 11 12 13 14 15 16 17  John Videler (2005). Avian Flight. Oxford University Press. ISBN 978-0-19856603-8.
14. 1 2  Feduccia, A. (1999). The Origin and Evolution of Birds. Yale University Press. ISBN 9780300078619. Архів оригіналу за 6 червня 2011. Процитовано 8 квітня 2009.
15. 1 2  Feduccia, A. (February 1995). Explosive Evolution in Tertiary Birds and Mammals. Science. 267 (5198): 637—638. doi:10.1126/science.267.5198.637. PMID 17745839. Архів оригіналу за 20 березня 2008. Процитовано 8 квітня 2009.
16. ↑  Beebe W.H. «Zoologia» 1915. — V. 2. — Р. 38-52
17. ↑  Heilmann G. «The Origin of Birds» L., 1926
18. ↑  Glen, C.L., and Bennett, M.B. (November 2007). Foraging modes of Mesozoic birds and non-avian theropods (abstract). Current Biology. 17. doi:10.1016/j.cub.2007.09.026. PMID 17983564. Архів оригіналу за 18 серпня 2020. Процитовано 18 серпня 2020.
19. ↑  Prum, R., and Brush, A.H. (2002). The evolutionary origin and diversification of feathers (PDF). The Quarterly Review of Biology. 77: 261—295. doi:10.1086/341993. PMID 12365352. Архів оригіналу (PDF) за 15 жовтня 2003. Процитовано 27 квітня 2019.
20. ↑  Mayr, G., B. Pohl & D.S. Peters (2005). A well-preserved Archaeopteryx specimen with theropod features. Science. 310 (5753): 1483—1486. doi:10.1126/science.1120331. PMID 16322455.
21. ↑  Burgers, P. and L. M. Chiappe (1999). The wing of Archaeopteryx as a primary thrust generator. Nature. 399 (399): 60—62. doi:10.1038/19967. Архів оригіналу за 30 червня 2012. Процитовано 8 квітня 2009.
22. ↑  Cowen, R. (2000). History of Life. Blackwell Science.
23. ↑  Burke, A.C., and Feduccia, A. (1997). Developmental Patterns and the Identification of Homologies in the Avian Hand. Science. 278 (666): 666. doi:10.1126/science.278.5338.666. Архів оригіналу (abstract) за 3 квітня 2009. Процитовано 8 квітня 2009.
24. ↑  Embryo Studies Show Dinosaurs Could Not Have Given Rise To Modern Birds. ScienceDaily. October 1997. Архів оригіналу за 19 лютого 1999. Процитовано 8 квітня 2009.
25. ↑  Chatterjee, S. (April 1998). Counting the Fingers of Birds and Dinosaurs. Science. 280 (5362): 355. doi:10.1126/science.280.5362.355a. Архів оригіналу за 5 квітня 2009. Процитовано 8 квітня 2009.
26. ↑  Vargas, A.O., Fallon, J.F. (October 2004). Birds have dinosaur wings: The molecular evidence. Journal of Experimental Zoology Part B: Molecular and Developmental Evolution (abstract). 304B (1): 86—90. doi:10.1002/jez.b.21023. PMID 15515040. {{cite journal}}: |format= вимагає |url= (довідка)
27. ↑  Pennisi, E. (January 2005). Bird Wings Really Are Like Dinosaurs' Hands (PDF). Science. 307: 194—195. doi:10.1126/science.307.5707.194b. PMID 15653478. Архів оригіналу (PDF) за 27 липня 2011. Процитовано 8 квітня 2009.
28. ↑  Dial, K.P. (2003). Wing-Assisted Incline Running and the Evolution of Flight. Science. 299 (5605): 402—404. doi:10.1126/science.1078237. PMID 12532020. Архів оригіналу (abstract) за 19 червня 2010. Процитовано 8 квітня 2009.
29. ↑  Morelle, Rebecca (24 січня 2008). Secrets of bird flight revealed. BBC News. Архів оригіналу за 27 січня 2008. Процитовано 25 січня 2008.
30. ↑  Bundle, M.W and Dial, K.P. (2003). Mechanics of wing-assisted incline running (WAIR) (PDF). The Journal of Experimental Biology. 206: 4553—4564. doi:10.1242/jeb.00673. PMID 14610039. Архів оригіналу (PDF) за 17 грудня 2008. Процитовано 19 серпня 2020.
31. ↑  Handbook of Avian Anatomy: Nomina Anatomica Avium / Baumel J. J. et al. — Cambridge : Nuttall Ornithological Club, 1993. — P. 45-46. — (Publications of the Nuttall Ornithological Club, № 23)
32. ↑  Brown, R. E. and Cogley, A. C. (1996). Contributions of the propatagium to avian flight. Journal of Experimental Zoology. 276: 112—124. doi:10.1002/(SICI)1097-010X(19961001)276:2<112::AID-JEZ4>3.0.CO;2-R.
33. ↑  Barnard, R. H. and Philpott, D. R. (1997). Aircraft flight (вид. 2nd). Harlow: Longman.
34. ↑  Savile, D.B.O. (1957). Adaptive evolution in the avian wing. Evolution. 11: 212—224. doi:10.1111/j.1558-5646.1957.tb02889.x. JSTOR 2406051.
35. ↑  Boel, M. (1929). Scientific studies of natural flight. Transaction of the American Society of Mechanical Engineers. 51: 217—252.
36. ↑  Earls K.D. (2000). Kinematics and mechanics of ground take-off in the starling Sturnis vulgaris and the quail Coturnix coturnix. Journal of Experimental Biology. 203 (4): 725—39. PMID 10648214.
37. ↑  Bonser R.H.C., Norman A.P., Rayner J.M.V. (1999). Does substrate quality influence take-off decisions in common starlings?. Functional Ecology. 13: 102—105. doi:10.1046/j.1365-2435.1999.00290.x. Архів оригіналу за 18 серпня 2020. Процитовано 19 серпня 2020.
38. ↑  Tobalske B.W., Altshuler D.L., Powers D.L. (2004). Take-off mechanisms in hummingbirds (PDF). Journal of Experimental Biology. 207: 1345—1352. doi:10.1242/jeb.00889. Архів оригіналу (PDF) за 19 липня 2018. Процитовано 19 серпня 2020.
39. ↑  Taking Off Bird Flight. Paul and Bernice Noll's Bird Choices. Архів оригіналу за 7 серпня 2008. Процитовано 18 травня 2009.
40. ↑  Landing Bird Flight. Paul and Bernice Noll's Bird Choices. Архів оригіналу за 23 листопада 2018. Процитовано 18 травня 2009.
41. ↑  Slow Flapping Flight of Birds. Paul and Bernice Noll's Bird Choices. Архів оригіналу за 16 січня 2019. Процитовано 7 червня 2009.
42. ↑  Chai P, Millard D (1997). Flight and size constraints: hovering performance of large hummingbirds under maximal loading (PDF). Journal of Experimental Biology. 200 (21): 2757—2763. PMID 9418032. Архів оригіналу (PDF) за 5 жовтня 2016. Процитовано 19 серпня 2020.
43. ↑  Videler, J., Groenwold, A. (1991). Field measurements of hanging flight aerodynamics in the kestrel Falco tunnunculus (PDF). Journal of Experimental Biology. 102: 1—12. Архів оригіналу (PDF) за 18 березня 2020. Процитовано 19 серпня 2020.
44. ↑  Pennycuick, C.J. (2002). Gust soaring as a basis for the flight of petrels ans albatrosses. Avian Science. 2 (1): 1—12.
45. ↑  Warrick, D.R., Dial, K.P.,Diswener, A.A. (1998). asymmetrical force production in the maneuvering flights of pegeons. the Auk. 115 (4): 916—928.
46. ↑  Anders Hedenström, Gabriel Norevik, Kajsa Warfvinge, Arne Andersson, Johan Bäckman, Susanne Åkesson (2016). Annual 10-Month Aerial Life Phase in the Common Swift Apus apus. Current Biology. doi:10.1016/j.cub.2016.09.014. Архів оригіналу за 29 січня 2017. Процитовано 29 жовтня 2016.
47. ↑  Ramin Skibba (27 жовтня 2016). Record-breaking common swifts fly for 10 months without landing. Nature. doi:10.1038/nature.2016.20873. Архів оригіналу за 1 листопада 2016. Процитовано 29 жовтня 2016.
48. ↑  Felix Liechti, Willem Witvliet, Roger Weber, Erich Bächler (2013). First evidence of a 200-day non-stop flight in a bird. Nature Communications. 4: 2554. doi:10.1038/ncomms3554. PMID 24104955. Архів оригіналу за 28 жовтня 2016. Процитовано 29 жовтня 2016.
49. ↑  Henri Weimerskirch, Charles Bishop, Tiphaine Jeanniard-du-Dot, Aurélien Prudor, Gottfried Sachs (2016). Frigate birds track atmospheric conditions over months-long transoceanic flights. Science. 353 (6294): 74—78. doi:10.1126/science.aaf4374. PMID 27365448. Архів оригіналу за 29 жовтня 2016. Процитовано 29 жовтня 2016.
50. ↑  Niels C Rattenborg, Bryson Voirin, Sebastian M. Cruz, Ryan Tisdale, Giacomo Dell’Omo, Hans-Peter Lipp, Martin Wikelski, Alexei L. Vyssotski (2016). Evidence that birds sleep in mid-flight. Nature Communications. 7: 12468. doi:10.1038/ncomms12468. PMC 4976198. PMID 27485308. Архів оригіналу за 28 жовтня 2016. Процитовано 29 жовтня 2016.

### Ресурси Інтернету
- Birds, A Miracle of Flight [Архівовано 13 грудня 2009 у Wayback Machine.] Paul and Bernice Noll's Bird Choices (англ.)
- Bird Flight Website [Архівовано 16 травня 2009 у Wayback Machine.] The Ornithopter Society (англ.)
- I [Архівовано 4 лютого 2009 у Wayback Machine.] II [Архівовано 3 лютого 2009 у Wayback Machine.] III [Архівовано 4 травня 2009 у Wayback Machine.] Gary Ritchison: Ornithology Lecture Notes (англ.)
- Seagull simulator [Архівовано 6 березня 2009 у Wayback Machine.] Université de Lausanne (англ.)
- Wings to fly Aviary.org (англ.)